# لابؤرية (عين)
اللاَبُؤْرِيّة (بالإنجليزية: Astigmatism)‏ أو حرج البصر، هي حالة من الخلل الانكساري الذي يحتاج المريض عند الإصابة به لعدسات اسطوانية. تنجم اللابؤرية عن تفاوت مستوى التحدب في مختلف أجزاء القرنية أو عدسة العين. في هذه الحالة، تتجمع أشعة الضوء في نقطتين تقعان في أماكن مختلفة من العين، الأمر الذي من شأنه أن يشوه أشعة الضوء التي تصل إلى العين، ويؤدي لضبابية الرؤية البعيدة والقريبة. يمكن أن تشمل أعراض أخرى منها إجهاد العين والصداع والعشى. إذا حدث في مرحلة مبكرة، يمكن أن يؤدي لاحقًا إلى الغمش.
سبب اللابؤرية غير واضح، ولكن يعتقد أنه يرتبط جزئيًا بالعوامل الوراثية. تتضمن الآلية الأساسية انحناءًا غير منتظم للقرنية أو تشوهات في عدسة العين. ويتم التشخيص بفحص العين
تتوفر ثلاثة خيارات للعلاج: النظارات والعدسات اللاصقة والجراحة.
في أوروبا وآسيا، تؤثر اللابؤرية على ما بين 30 و 60 % من البالغين. يمكن أن يتأثر الأشخاص من جميع الأعمار باللابؤرية. تم الإبلاغ عن أول حالة لابؤرية من قبل توماس يونغ في عام 1801.

## العلامات والأعراض
على الرغم من أن اللابؤرية قد يكون بدون أعراض، إلا أن درجات أعلى من اللابؤرية قد تسبب أعراضًا مثل عدم وضوح الرؤية أو ازدواج الرؤية أو الحول أو إجهاد العين أو التعب أو الصداع.
أشارت بعض الأبحاث إلى العلاقة بين اللابؤرية وارتفاع معدل انتشار الصداع النصفي.

## الأسباب
سبب اللابؤرية غير واضح، ولكن يعتقد أنه يرتبط جزئيًا بالعوامل الوراثية.

### وراثية
بناءً على دراستين من عام 2007، تلعب الوراثة دورًا صغيرًا فقط في اللابؤرية.

## الفسيولوجيا المرضية

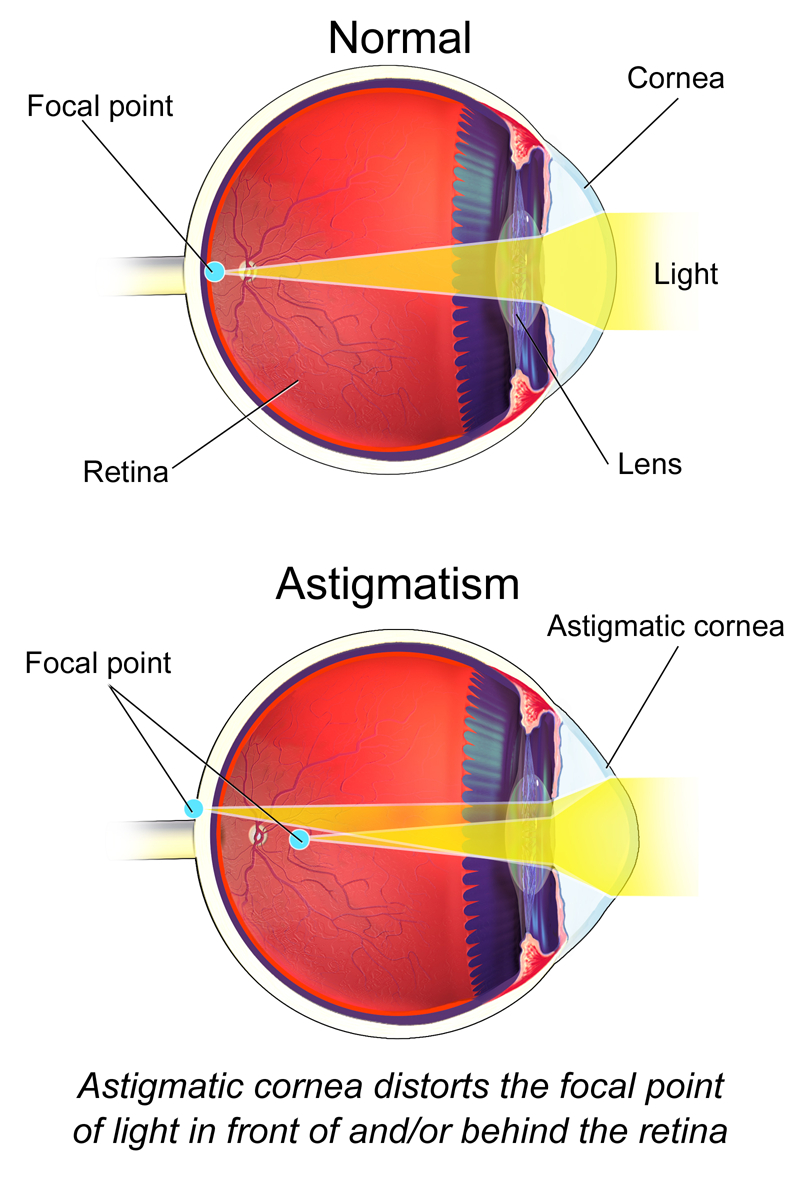
توضيح اللابؤرية

عند قصر النظر تكون البؤرة قبل الشبكية، وهكذا فإننا نستطيع رؤية الأجسام القريبة من العين بشكل واضح، بينما تكون هنالك ضبابية في رؤية الاجسام البعيدة.
وفي الحالة التي تدعى بعد النظر، تكون البؤرة بعد الشبكية. وإذا كان بعد النظر كبيرا، فإن المريض يعاني من خلل في رؤية الأجسام القريبة من العين، ثم يعاني، في مرحلة متأخرة، من خلل في رؤية الاجسام البعيدة عن العين.

## التشخيص
تعدّ ظاهرة اللابؤرية أمرا واسع الانتشار بين الناس. لكن نسبة لا بأس بها من الأشخاص الذين يعانون من اللابؤرية المنخفضة، لا يعلمون أصلا إنهم يعانون من هذه الحالة. يتم استخدام عدد من الاختبارات أثناء فحص العين لتحديد وجود اللابؤرية وتحديد مقدارها ومحورها وفق وحدات “ديوبتر” (Diopter)، وهي وحدة قياس الانكسار في العدسات، كما هو الحال في قياس رقم النظارات. في الواقع، فإن الرقم الإجمالي الموجود، يتألف من رقم التصحيح، رقم العدسة الاسطوانية، والمحور الاسطواني. أما الطريقة التي يتم استخدامها من أجل تحديد الرقم في العين، فتتم من خلال فحص يدعى فحص الانكسار (Refraction). يقوم مختص تصحيح البصر (Optometrist) أو طبيب العيون بإجراء هذا الفحص، الذي يتطلب إجراؤه توفر معدات بصرية.
قد يكشف مخطط سنيلين أو مخططات العين الأخرى مبدئيًا انخفاض حدة البصر. يمكن استخدام مقياس تقوس القرنية لقياس انحناء خطوط الطول الأكثر انحدارًا وتسطحًا في السطح الأمامي للقرنية.
يتم تحديد اتجاه اللابؤرية وما إذا كانت البنية منتظمة أو لا. بالإمكان معرفة ما إذا كان هنالك انتظام أو عدم انتظام من خلال استخدام وسائل التصوير المختلفة، أهمها تصوير طوبوغرافيا القرنية (Corneal topography). يتيح هذا التصوير تلقي معلومات تتعلق بتحدب مختلف أجزاء القرنية، ويعدّ وسيلة هامة في ملاءمة المختصين للعدسات اللاصقة، كما أنه يساهم في تحديد مدى ملاءمة الشخص لإجراء عملية إزالة النظارات بواسطة أشعة الليزر، وفي تشخيص أمراض القرنية المختلفة كالقرنية المخروطية أو احتداب القرنية (Pellucid marginal degeneration).
يجدر التنويه إلى أنه في حالات الإصابة باللابؤرية بدرجة عالية وغير منتظمة، وفي الحالات التي تزداد فيها اللابؤرية خلال فترة قصيرة، من المهم أن يقوم طبيب العيون بفحص المريض، وفي بعض الحالات قد يوصي بإجراء فحص تصوير طوبوجرافيا القرنية من أجل تشخيص أو استبعاد الإصابة بهذه الأمراض في القرنية.
يمكن أيضًا استخدام مقياس تقوس القرنية لتقدير اللابؤرية من خلال إيجاد الفرق في القوة بين خطوط الطول الأساسية للقرنية. يمكن بعد ذلك استخدام قاعدة جافال لحساب تقدير اللابؤرية.
يمكن استخدام طريقة لتحليل اللابؤرية من قبل Alpins لتحديد مقدار التغيير الجراحي للقرنية المطلوب وبعد الجراحة لتحديد مدى قرب العلاج من الهدف.
تتضمن تقنية الانكسار الأخرى التي نادرًا ما يتم استخدامها هي عدسة ستينوبيك سلت (Stenopaeic slit) حيث يتم تحديد الانكسار في خطوط الطول المحددة - هذه التقنية مفيدة بشكل خاص في الحالات التي يكون فيها المريض على درجة عالية من اللابؤرية أو في انكسار المرضى الذين يعانون من اللابؤرية غير المنتظمة.

### التصنيف
يمكن تصنيف اللابؤرية وفقا لدرجات مختلفة: درجة منخفضة (حتى 1 ديوبتر)، درجة متوسطة (بين 1 – 3 ديوبتري) ودرجة مرتفعة (أكثر من 3 ديوبتري).

## العلاج
الطريقة المحافظة المتبعة في علاج ظاهرة اللابؤرية، هي استخدام الوسائل البصرية، كالنظارات أو العدسات اللاصقة المخصصة لإصلاح هذا التشوه.
طريقة أخرى لعلاج حالة اللابؤرية، هي إجراء مختلف أنواع العمليات الجراحية من أجل إصلاح التشوه البصري:
العلاج بواسطة أشعة الليزر – في هذا العلاج، يتم صقل السطح الخارجي للقرنية وفقا لحدة اللابؤرية (الرقم) التي يعاني المريض منها، ووفقا للمحور البصري المطلوب. يعتمد علاج الليزر على فحوص الانكسار وتصوير القرنية التي خضع لها المريض، والتي تم إجراؤها عبر استخدام تقنيات محوسبة حديثة. بالإمكان، بواسطة هذا العلاج، إصلاح اللابؤرية بدرجة عالية من الدقة، طالما كانت بنيتها منتظمة.
بضع القرنية اللابؤرية (AK – Astigmatic keratotomy) – يتخلل هذا الإجراء إحداث شقوق مختلفة في القرنية بواسطة سكين من الماس. يتم بهذه الطريقة تقليص (وحتى إزالة) اللابؤرية الموجودة. يتم إجراء هذا العلاج غالبا كجزء من عملية جراحية إضافية يجري القيام بها (مثلا في إطار عملية الساد لمريض يعاني من اللابؤرية).
زرع العدسة داخل العين – وتسمى هذه العملية بـ “Faco”. في هذه الحالات، يدور الحديث عن أشخاص تتراوح أعمارهم ما بين 20-40 عاما، يعانون من قصر أو بعد النظر بدرجة كبيرة، مع أو بدون لابؤرية. حيث يتم إدخال عدسة صناعية صغيرة ودقيقة إلى داخل العين خلال هذه العملية الجراحية. تقوم هذه العدسة بالإصلاح البصري المطلوب. يكون نحو 2% من الاشخاص الذين يتم فحص مدى ملاءمتهم لعملية إزالة النظارات باستخدام الليزر، ملائمين للخضوع لعملية زرع العدسة. هنالك أنواع مختلفة من العدسات، حيث أن العدسة الأكثر جودة وأمانا لإصلاح قصر النظر هي العدسة من نوع (Artiflex)، بينما تعدّ الـ (Artisan) العدسة الأكثر نجاعة لعلاج اللابؤرية المتوسطة حتى المرتفعة. تشمل أنواع العدسات الأخرى المستخدمة في إصلاح حالات اللابؤرية عدسة الـ ICL.
بالنسبة للأشخاص الذين يعانون من مرض الساد، هنالك علاج جراحي إضافي، وهو استخدام العدسات خلال إجراء الجراحة. في هذه العملية الجراحية، تتم إزالة عدسة العين الطبيعية المعتمة واستبدالها بأخرى صناعية. يتم اليوم إجراء هذه العملية غالبا من خلال إحداث شق صغير بطول 1-3 ملم، حيث يتم، خلال العملية، شفط عدسة العين الطبيعية بواسطة جهاز أمواج فوق صوتية دقيق ومتطور. عند انتهاء العملية، يتم زرع عدسة صناعية في العين ومن ثم إغلاق الشق دون الحاجة لوضع الغرز. تعدّ الفترة الزمنية اللازمة لإجراء العملية وفترة النقاهة اللازمة للشفاء بعدها قصيرة بالعادة. كذلك، تكون العدسات التي تم زرعها ذات قدرة على إصلاح الرقم، وليس بوسعها إصلاح اللابؤرية ان وجدت. وبالتالي فإن الإنسان الذي يعاني من الساد ومن اللابؤرية، يحتاج في نهاية الامر لوضع نظارات من أجل إصلاح اللابؤرية. اليوم، هنالك عدسات حديثة بإمكانها إصلاح حالات اللابؤرية. بإمكان من يعانون من الساد ومن اللابؤرية معا أن يحصلوا على نتيجة جيدة عند استخدام هذه العدسات.